# Jogos Asiáticos de 1958
Os Jogos Asiáticos de 1958 foram a terceira edição do evento multiesportivo realizado na Ásia a cada quatro anos. O evento foi realizado em Tóquio, no Japão, que teve seu logotipo com o mesmo desenho das edições anteriores, formado pelo sol vermelho, símbolo do Conselho Olímpico da Ásia, e por vinte argolas douradas entrelaçadas O número de atletas participantes deste evento, comparado com a edição anterior, praticamente dobrou.

## Países participantes
Dezesseis países participaram do evento:
| - China - Coreia do Sul - Filipinas - Hong Kong - Índia - Indonésia - Irão - Israel | - Japão - Malásia - Birmânia - Paquistão - Singapura - Sri Lanka - Tailândia - Vietname |

## Esportes
Quatorze modalidades, dos treze esportes, formaram o programa desta edição dos Jogos:
| - Atletismo - Basquetebol - Boxe - Ciclismo - Futebol - Hóquei - Levantamento de peso | - Lutas - Natação - Saltos ornamentais - Tênis - Tênis de mesa - Tiro - Voleibol |

## Quadro de medalhas
País sede destacado.
| Ordem | País          | Medalha de ouro | Medalha de prata | Medalha de bronze |     |
| ----- | ------------- | --------------- | ---------------- | ----------------- | --- |
| 1     | Japão         | 67              | 41               | 30                | 138 |
| 2     | Filipinas     | 8               | 19               | 21                | 48  |
| 3     | Coreia do Sul | 8               | 7                | 12                | 27  |
| 4     | China         | 6               | 9                | 10                | 25  |
| 5     | Paquistão     | 6               | 5                | 4                 | 15  |
| 6     | Índia         | 5               | 3                | 3                 | 11  |
| 7     | Irã           | 4               | 6                | 6                 | 16  |
| 8     | Myanmar       | 2               |                  |                   | 2   |
| 8     | Vietname      | 2               |                  |                   | 2   |
| 10    | Singapura     | 1               | 1                |                   | 2   |
| 11    | Sri Lanka     | 1               |                  |                   | 1   |
| 12    | Indonésia     |                 | 2                | 4                 | 6   |
| 13    | Tailândia     |                 | 1                | 3                 | 4   |
| 14    | Israel        |                 |                  | 2                 | 2   |
| 14    | Malásia       |                 |                  | 2                 | 2   |
| 16    | Hong Kong     |                 |                  | 1                 | 1   |
| TOTAL | TOTAL         | 110             | 94               | 98                | 302 |